# اس‌ام‌اس وایسنبورگ
اس‌ام‌اس ویسنبرگ (به انگلیسی: SMS Weissenburg) یک کشتی بود که طول آن ۱۱۵٫۷ متر (۳۷۹ فوت ۷ اینچ) بود. این کشتی در سال ۱۸۹۱ ساخته شد.